# Związek Samorządowych Przewoźników Kolejowych
Związek Samorządowych Przewoźników Kolejowych, ZSPK – polski związek pracodawców zarejestrowany 16 lipca 2016 roku. Zadaniem jego jest wymiana doświadczeń i reprezentowanie wspólnego stanowiska kolejowych przewoźników regionalnych z korzyścią dla rozwoju publicznego transportu kolejowego.

## Historia
Pierwsze spółki wchodzące w skład związku rozpoczynają działalność w 2004 roku.
16 lipca 2016 roku zarejestrowano związek. Prezesem został Dariusz Grajda.
1 sierpnia 2017 roku został umożliwiony zakup Wspólnego Biletu Samorządowego który umożliwia nieograniczoną ilość podróży przewoźnikami należącymi do związku (oprócz SKM) oraz autobusami regionalnymi Arrivy. Bilet uprawnia również do zniżek w wybranych instytucjach kulturalnych oraz do podróży komunikacją miejską w Łodzi. Bilet ważny jest 24 godziny.
18 czerwca 2018 roku związek podpisał porozumienie o współpracy z Railway Business Forum. Ma ono na celu pogłębienie współpracy w obszarze legislacji i wdrażaniu nowych rozwiązań, i ma pozwolić na wypracowywanie wspólnego stanowiska podczas ważnych wydarzeń organizowanych przez RBF.
19 lipca 2018 roku związek został przyjęty do członków Izby Producentów Urządzeń i Usług na Rzecz Kolei.
9 listopada 2018 roku podpisano list intencyjny z Ambasadą Zjednoczonego Królestwa Wielkiej Brytanii i Irlandii Północnej. Ma na celu pogłębianie wzajemnych relacji i wymiana doświadczeń i praktyk w sektorze kolejowym.
W maju 2024 roku prezesem został Mikołaj Grzyb.

## Członkowie
Członkami związku są następujące spółki kolejowe:
- Koleje Mazowieckie,
- Warszawska Kolej Dojazdowa,
- Szybka Kolej Miejska w Warszawie,
- Koleje Śląskie,
- Koleje Dolnośląskie,
- Koleje Wielkopolskie,
- Łódzka Kolej Aglomeracyjna,
- Koleje Małopolskie,
- Arriva RP,
- SKPL Cargo[9].

## Prezesi
| Od            | Do            | Prezes         |        |
| ------------- | ------------- | -------------- | ------ |
| 16 lipca 2016 | maj 2024      | Dariusz Grajda | [ 8 ]  |
| maj 2024      | kwiecień 2025 | Mikołaj Grzyb  | [ 8 ]  |
| kwiecień 2025 |               | Szymon Sobczak | [ 10 ] |